# Tod D. Wolters
Tod Daniel Wolters , född 1960, är en fyrstjärnig general i USA:s flygvapen som har befälet för USA:s europeiska kommando (USEUCOM). Han är också Natos högsta allierade befälhavare Europa (SACEUR). 
Han antog sitt nuvarande uppdrag vid Europakommandot i Tyskland den 2 maj 2019  och vid det allierade kommandot i Belgien den 3 maj 2019. 

## Biografi
Fadern var brigadgeneral i flygvapnet och den unge Wolters tog 1982 examen från United States Air Force Academy och har tjänstgjort som jaktpilot i främst F-15 Eagle. 1990 genomgick han instruktörskurs vid U.S. Air Force Fighter Weapons School på Nellis Air Force Base. Han deltog i Operation Desert Storm, Operation Southern Watch, Operation Iraqi Freedom samt Operation Enduring Freedom. 2001 tog Wolters en mastersexamen vid Army War College på Carlisle Barracks. Under 2004 var han fellow vid Harvard Kennedy School. Wolters utsågs 2007 till brigadgeneral.
Från 2015 till 2016 var han som generallöjtnant operationschef (J-3) vid Joint Staff i Pentagon och därefter som fyrstjärnig general chef för United States Air Forces in Europe – Air Forces Africa fram till 2019.